# Distretto di Pidu
Il distretto di Pidu (郫都区S, Pídū QūP) è un distretto della Cina, situato nella provincia di Sichuan e amministrato dalla città sub-provinciale di Chengdu.